# Salacia pynaertii
Salacia pynaertii är en benvedsväxtart som beskrevs av De Wild. Salacia pynaertii ingår i släktet Salacia och familjen Celastraceae. Inga underarter finns listade.